# Super GT 2013
Navigation
Édition précédente Édition suivante
La saison 2013 de Super GT ou 2013 Autobacs Super GT Series est la vingt-et-unième saison du championnat de voitures de tourisme japonais (JGTC) organisé par la fédération japonaise et aujourd'hui renommé Super GT. Cette saison sera la dernière avec les  réglementations GT500 actuelles car la saison 2014 verra l’unification des réglementations avec le Deutsche Tourenwagen Masters, le championnat allemand de voitures de tourisme. La saison débute le 7 avril 2013 et prendra fin le 24 novembre 2013, après neuf courses régulières (dont une exclusive à la catégorie GT300) et deux événements hors championnat.

## Calendrier de la saison 2013
Le calendrier comporte certaines manches spéciales comme la course de démonstration en Corée du Sud. Outre la série de 8 courses comptant pour le championnat, la course des 3 Heures de Fuji, faisant partie de la saison Asian Le Mans Series 2013 organisée par l'Automobile Club de l'Ouest comptera également pour le classement pour la catégorie GT300,.
| no    | Date         | Evenement                                       | Circuit                         | Lieu     | Pays                          |
| ----- | ------------ | ----------------------------------------------- | ------------------------------- | -------- | ----------------------------- |
| 1     | 7 avril      | Okayama GT (300 km)                             | Circuit international d'Okayama | Mimasaka | Préfecture d'Okayama, Japon   |
| 2     | 29 avril     | Fuji GT 1 (500 km)                              | Fuji Speedway                   | Oyama    | Préfecture de Shizuoka, Japon |
| 3     | 16 juin      | Super GT International Series Malaysia (300 km) | Circuit international de Sepang | Sepang   | Selangor, Malaisie            |
| 4     | 28 juillet   | Sugo GT (300 km)                                | Sportsland SUGO                 | Murata   | Préfecture de Miyagi, Japon   |
| 5     | 18 août      | 42nd International Pokka 1000km                 | Circuit de Suzuka               | Suzuka   | Préfecture de Mie, Japon      |
| 6     | 8 septembre  | Fuji GT 2 (300 km)                              | Fuji Speedway                   | Oyama    | Préfecture de Shizuoka, Japon |
| 6-Bis | 22 septembre | AsLMS 3 Heures de Fuji (* )                     | Fuji Speedway                   | Oyama    | Préfecture de Shizuoka, Japon |
| 7     | 6 octobre    | Autopolis GT (300 km)                           | Autopolis                       | Kamitsue | Préfecture de Oita, Japon     |
| 8     | 3 novembre   | Motegi GT (250 km)                              | Twin Ring Motegi                | Motegi   | Préfecture de Tochigi, Japon  |

Note: (*), course ouverte aux GT300 uniquement.
Hors Championnat
| Manche | Manche | Date        | Evenement                        | Circuit                        | Lieu  | Pays                          |
| ------ | ------ | ----------- | -------------------------------- | ------------------------------ | ----- | ----------------------------- |
| HC     | HC     | à définir   | Korea Exhibition Round           | Circuit international de Corée | Mokpo | Jeolla du Sud, Corée du Sud   |
| HC     | C1     | 23 novembre | Fuji Sprint Cup / JAF Grand Prix | Fuji Speedway                  | Oyama | Préfecture de Shizuoka, Japon |
| HC     | C2     | 24 novembre | Fuji Sprint Cup / JAF Grand Prix | Fuji Speedway                  | Oyama | Préfecture de Shizuoka, Japon |

## Engagés

### Changements de pilotes
Plusieurs changements sont à signaler pour cette nouvelle saison : Naoki Yamamoto, qui courait pour l'écurie Team Kunimitsu l'année dernière, a échangé son siège avec Takashi Kogure, qui courait pour l'écurie Weider Honda Racing. Daisuke Nakajima du Team Mugen a été promu à la catégorie GT500, remplaçant Yuhki Nakayama dans l'écurie Nakajima Racing. Ce dernier pilote courait donc pour le Team Mugen cette année. Takashi Kobayashi et Kosuke Matsuura des écuries Autobacs Racing Team Aguri échangent de catégorie, Kobayashi roulant désormais en GT300 et Matsuura en GT500. De nouveaux arrivants sont aussi à noter, le français Frédéric Makowiecki rejoint l'écurie Weider Honda Racing, remplaçant le pilote néerlandais Carlo Van Dam. Le britannique James Rossiter, pilote d'essai de l'écurie de Formule 1 Force India rejoint le Lexus Team Petronas TOM'S, remplaçant Loïc Duval. Enfin l'allemand Jörg Müller, venant du Team BMW RLL courut pour Goodsmile Racing en tant que troisième pilote de l'équipe lors de l'épreuve des 1 000 kilomètres de Suzuka.

### GT500
À la suite des nouvelles réglementations qui rentreront en vigueur pour la saison 2014, Honda annonce que la saison 2013 sera la dernière pour la Honda HSV-010 GT. Pour la saison 2014, Honda basera ses voitures sur la Honda NSX. TOM'S déploie deux voitures pour cette édition, à la suite de l'acquisition du Team KeePer Kraft. Au niveau du changement de pneumatiques, Weider Honda Racing et l'équipe Nismo utiliseront des pneus Michelin pour cette saison alors que Lexus Team SARD troque ses pneus Michelin pour des Bridgestone.

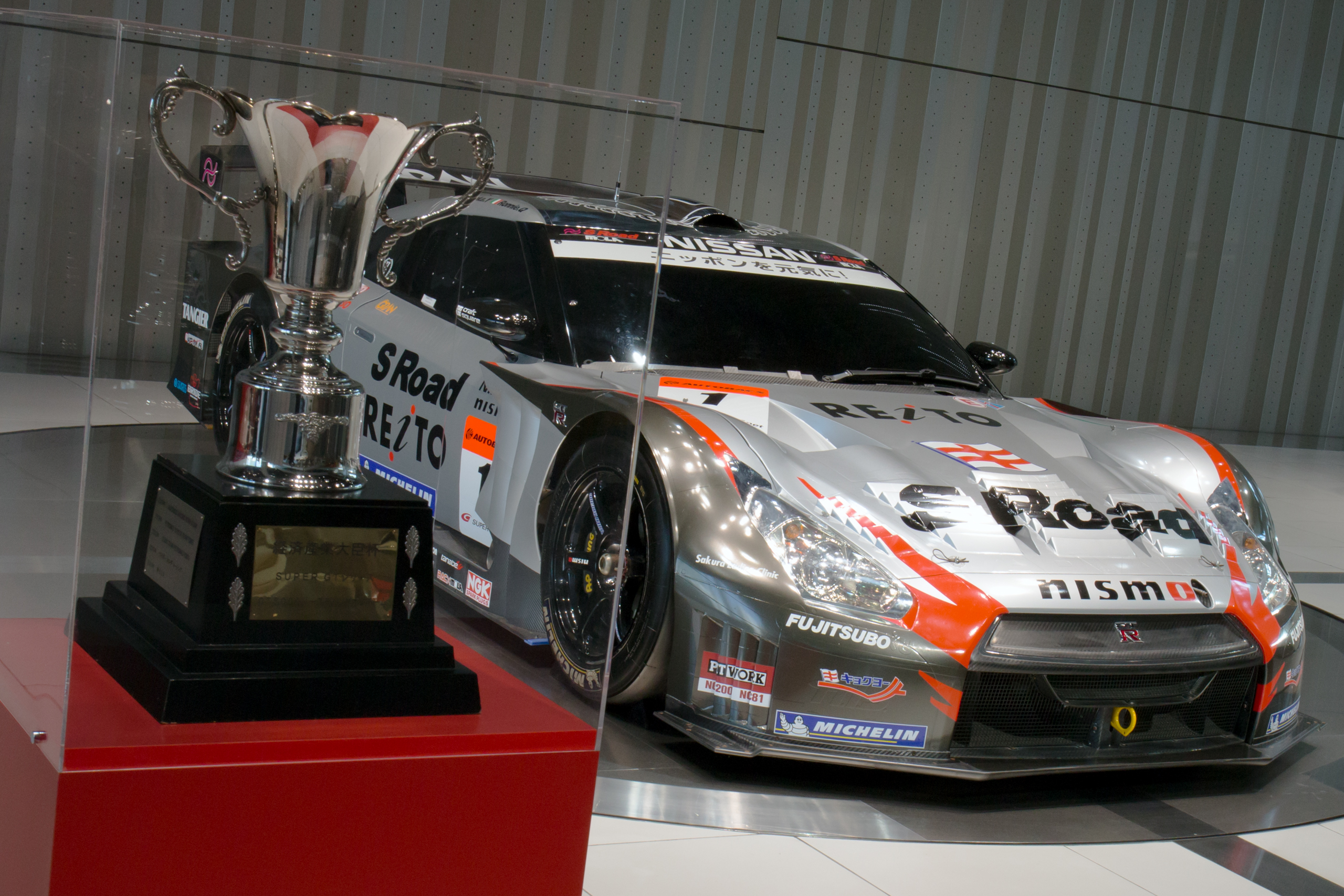
Nissan GT-R de l'écurie MOLA exposée avec le trophée de l'édition 2012 qu'elle a remporté.

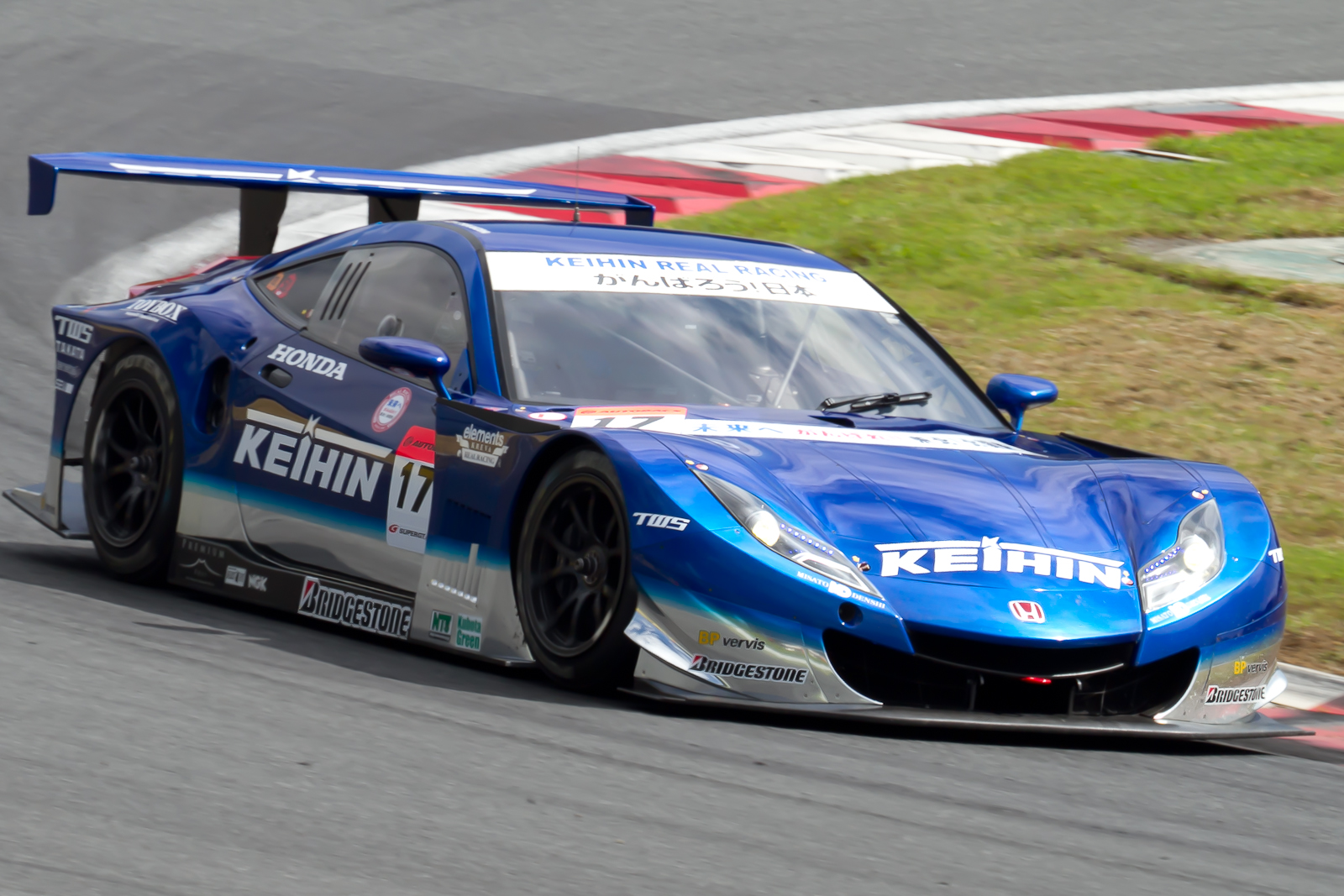
Honda HSV-010 GT de l'écurie Keihin Real Racing, en 2011.

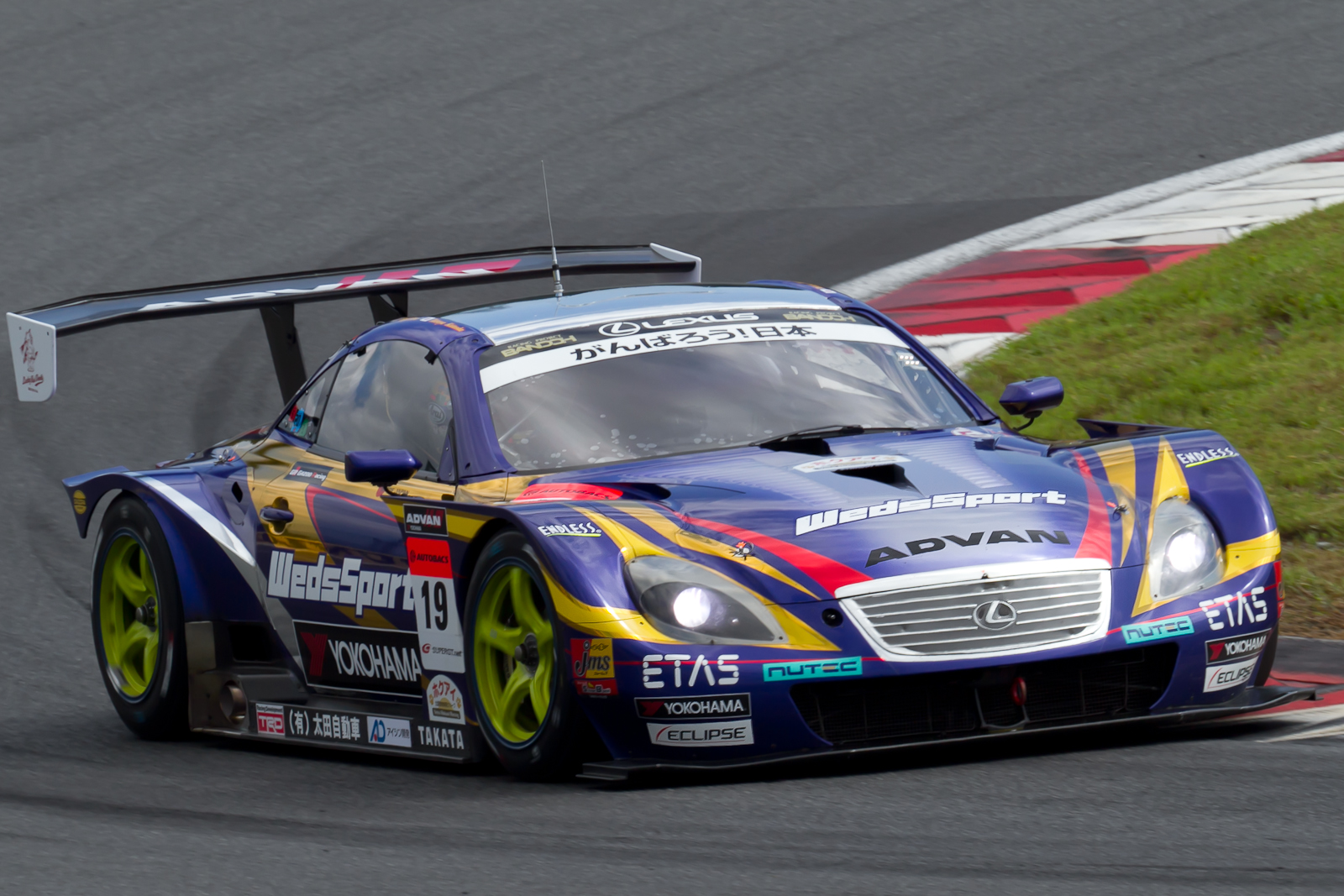
Lexus SC430 de l'écurie Lexus Team WedsSport BANDOH en 2011.

| Écurie                      | Constructeur | Voiture          | Pneus | no  | Pilotes                 |
| --------------------------- | ------------ | ---------------- | ----- | --- | ----------------------- |
| MOLA                        | Nissan       | Nissan GT-R      | M     | 1   | Satoshi Motoyama        |
| MOLA                        | Nissan       | Nissan GT-R      | M     | 1   | Yuhi Sekiguchi          |
| Lexus Team LeMans ENEOS     | Lexus        | Lexus SC430      | B     | 6   | Kazuya Oshima           |
| Lexus Team LeMans ENEOS     | Lexus        | Lexus SC430      | B     | 6   | Yuji Kunimoto           |
| Autobacs Racing Team Aguri  | Honda        | Honda HSV-010 GT | B     | 8   | Ralph Firman            |
| Autobacs Racing Team Aguri  | Honda        | Honda HSV-010 GT | B     | 8   | Kosuke Matsuura         |
| Team Impul                  | Nissan       | Nissan GT-R      | B     | 12  | Tsugio Matsuda          |
| Team Impul                  | Nissan       | Nissan GT-R      | B     | 12  | João Paulo de Oliveira  |
| Keihin Real Racing          | Honda        | Honda HSV-010 GT | B     | 17  | Toshihiro Kaneishi (en) |
| Keihin Real Racing          | Honda        | Honda HSV-010 GT | B     | 17  | Koudai Tsukakoshi       |
| Weider Honda Dome Racing    | Honda        | Honda HSV-010 GT | M     | 18  | Naoki Yamamoto          |
| Weider Honda Dome Racing    | Honda        | Honda HSV-010 GT | M     | 18  | Frédéric Makowiecki     |
| Lexus Team WedsSport BANDOH | Lexus        | Lexus SC430      | Y     | 19  | Seiji Ara               |
| Lexus Team WedsSport BANDOH | Lexus        | Lexus SC430      | Y     | 19  | André Couto             |
| Nismo                       | Nissan       | Nissan GT-R      | M     | 23  | Masataka Yanagida       |
| Nismo                       | Nissan       | Nissan GT-R      | M     | 23  | Ronnie Quintarelli      |
| Kondo Racing                | Nissan       | Nissan GT-R      | Y     | 24  | Hironobu Yasuda         |
| Kondo Racing                | Nissan       | Nissan GT-R      | Y     | 24  | Michael Krumm           |
| Epson Nakajima Racing       | Honda        | Honda HSV-010 GT | D     | 32  | Ryo Michigami           |
| Epson Nakajima Racing       | Honda        | Honda HSV-010 GT | D     | 32  | Daisuke Nakajima        |
| Lexus Team Petronas TOM'S   | Lexus        | Lexus SC430      | B     | 36  | Kazuki Nakajima         |
| Lexus Team Petronas TOM'S   | Lexus        | Lexus SC430      | B     | 36  | James Rossiter          |
| Lexus Team KeePer TOM'S     | Lexus        | Lexus SC430      | B     | 37  | Daisuke Ito             |
| Lexus Team KeePer TOM'S     | Lexus        | Lexus SC430      | B     | 37  | Andrea Caldarelli       |
| Lexus Team Zent Cerumo      | Lexus        | Lexus SC430      | B     | 38  | Yuji Tachikawa          |
| Lexus Team Zent Cerumo      | Lexus        | Lexus SC430      | B     | 38  | Kohei Hirate            |
| Lexus Team SARD             | Lexus        | Lexus SC430      | B     | 39  | Juichi Wakisaka         |
| Lexus Team SARD             | Lexus        | Lexus SC430      | B     | 39  | Hiroaki Ishiura         |
| Team Kunimitsu              | Honda        | Honda HSV-010 GT | B     | 100 | Takuya Izawa            |
| Team Kunimitsu              | Honda        | Honda HSV-010 GT | B     | 100 | Takashi Kogure          |

### GT300
De nombreux changements ont eu lieu depuis la saison 2012, notamment un changement de réglementation. Désormais, les voitures de catégorie LM-GTE et les prototypes de courses ne sont plus admis. Les voitures admissibles doivent appartenir aux catégories FIA-GT3 et JAF-GT, basés sur des véhicules de production, ce qui a causé un changement de voitures pour certaines écuries, et les équipes Team SGC et Team LMP Motorsports ont dû se retirer du championnat, faute de voiture adéquate. L'écurie Cars Tokai Dream 28, qui utilisait depuis 2006 le prototype Mooncraft Shiden l'a remplacé par une McLaren MP4-12C GT3 et l'écurie JLOC passe de quatre à trois voitures, leur Lamborghini Gallardo RG-3 n'étant plus admissible avec les nouvelles réglementations.
Gainer aligne désormais deux voitures, échangeant sa Audi R8 LMS ultra contre deux Mercedes-Benz SLS AMG GT3. Green Tec & Leon with Shift qui utilisait une Mercedes-Benz SLS AMG GT3 en 2012 s'est scindé en trois écuries distinctes alignant chacune une Mercedes-Benz: Green Tec, Leon Racing, et Team Shift. Green Tec faisant partie de RQ's MotorSports et les deux autres opérant séparément. Autobacs Racing Team Aguri a changé sa Garaiya, utilisée depuis 2003, pour une Honda CR-Z. Goodsmile Racing n'aligne plus qu'une seule voiture, une BMW Z4 GT3, contre deux la saison précédente. Le Team Kraft, un participant régulier du championnat GT500 a été sorti de la catégorie à la fin de la saison 2012 et roule désormais en GT300 sous le nom de Bonds Racing. Roulant auparavant avec des voitures Toyota et Lexus, l'écurie alignera pour cette saison une Nissan GT-R GT3. Après une saison d'absence, Pacific Direction Racing fait son retour en GT300 avec une Porsche 911 GT3R. Enfin, R&D Sport emploiera des pneus Michelin pour cette saison.

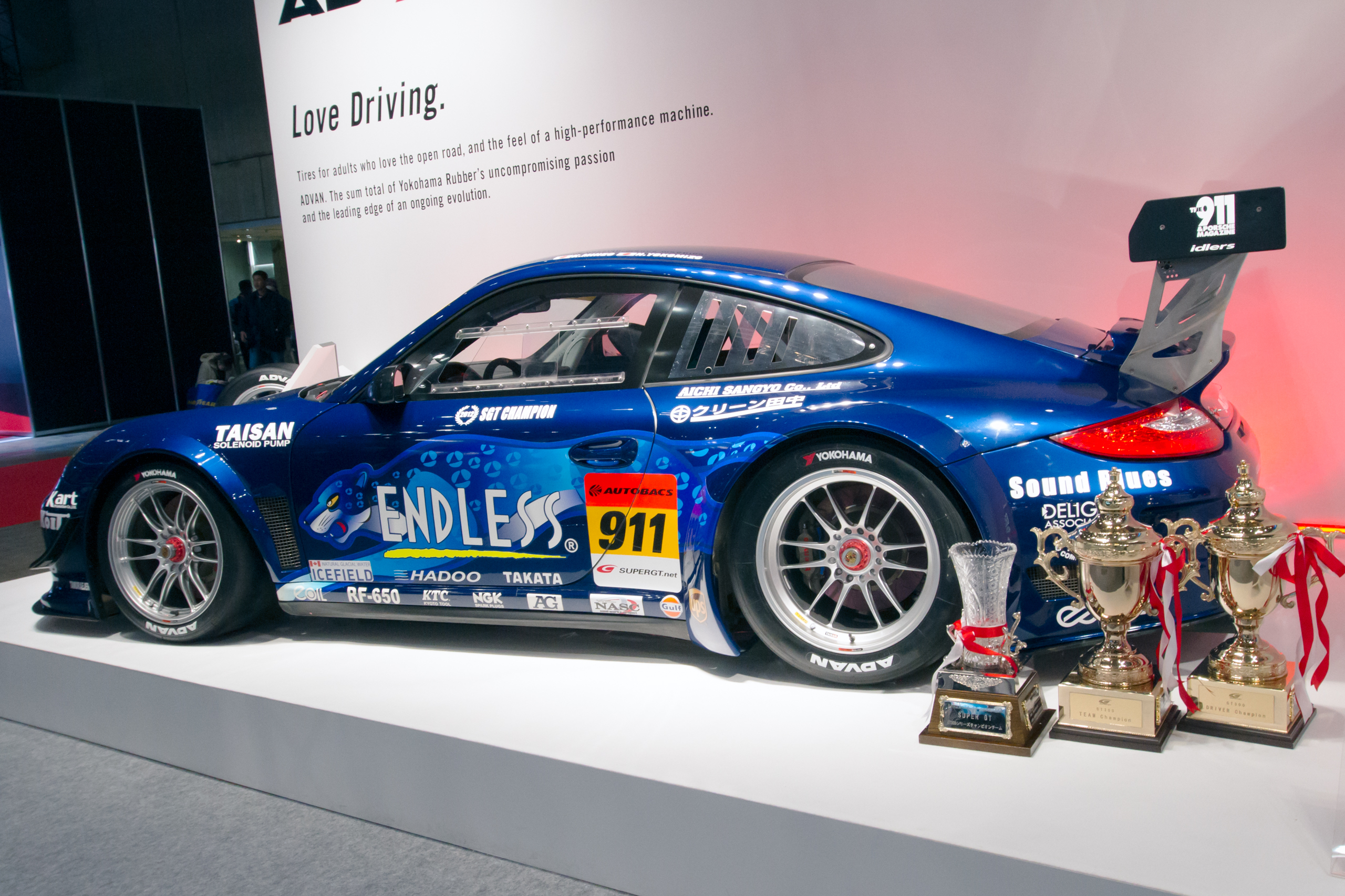
Porsche 997 GT3 du Team Taisan Ken Endless exposée au salon de l'automobile de Tokyo 2013.

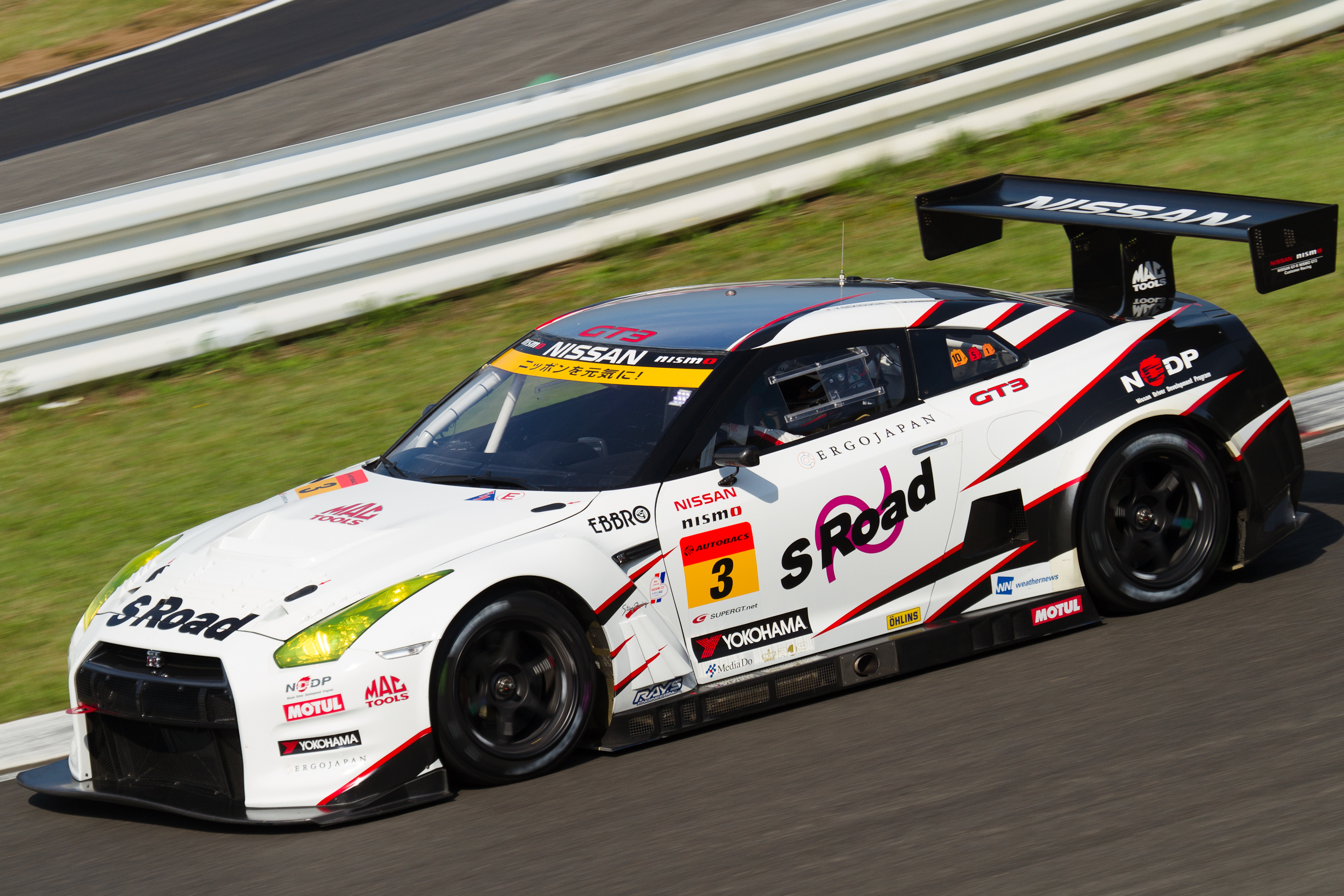
Nissan GT-R de l'écurie NDDP Racing en 2012.

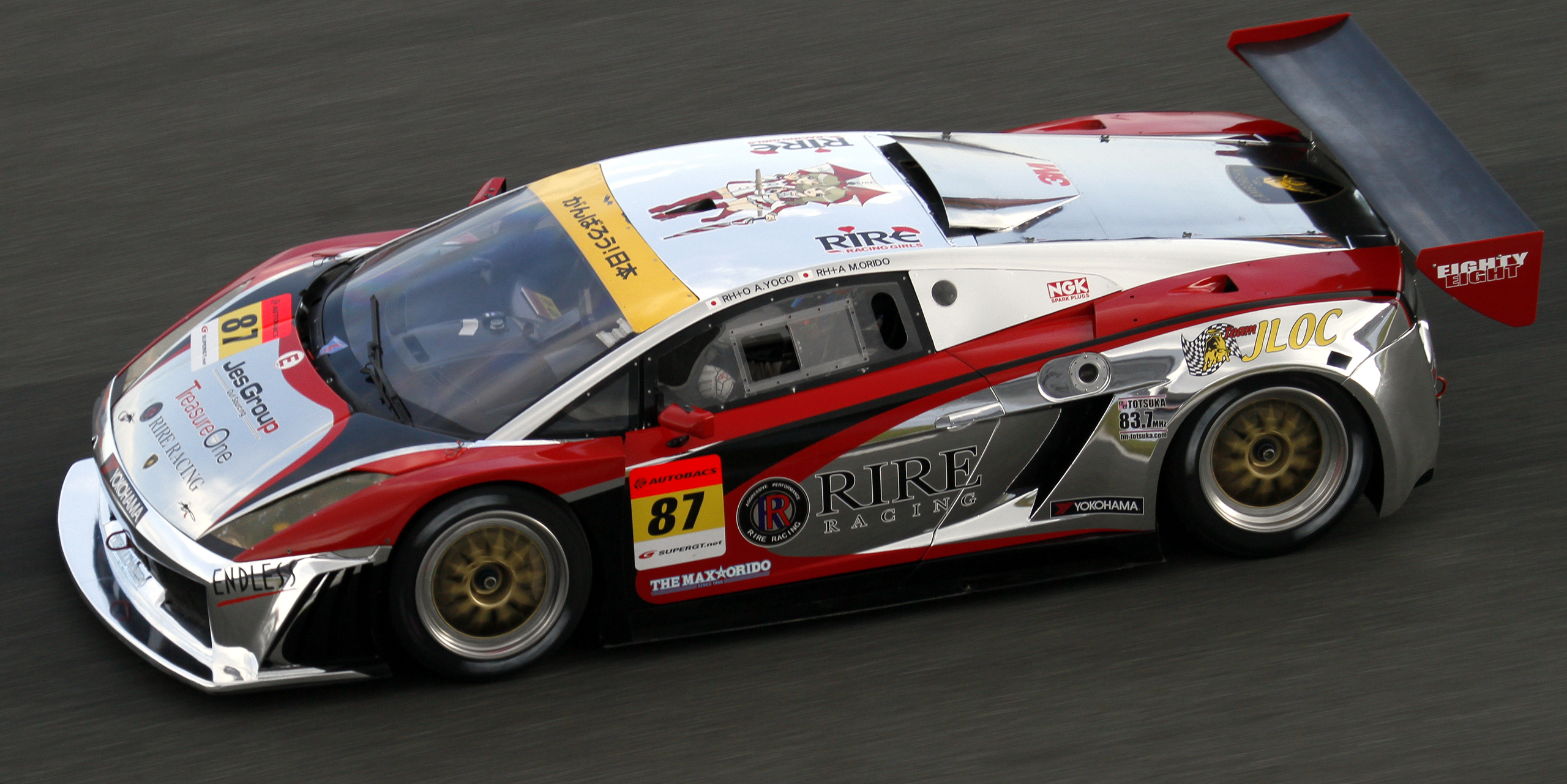
Lamborghini Gallardo GT3 de l'écurie JLOC en 2011. Elle en alignera trois pour la saison 2013.

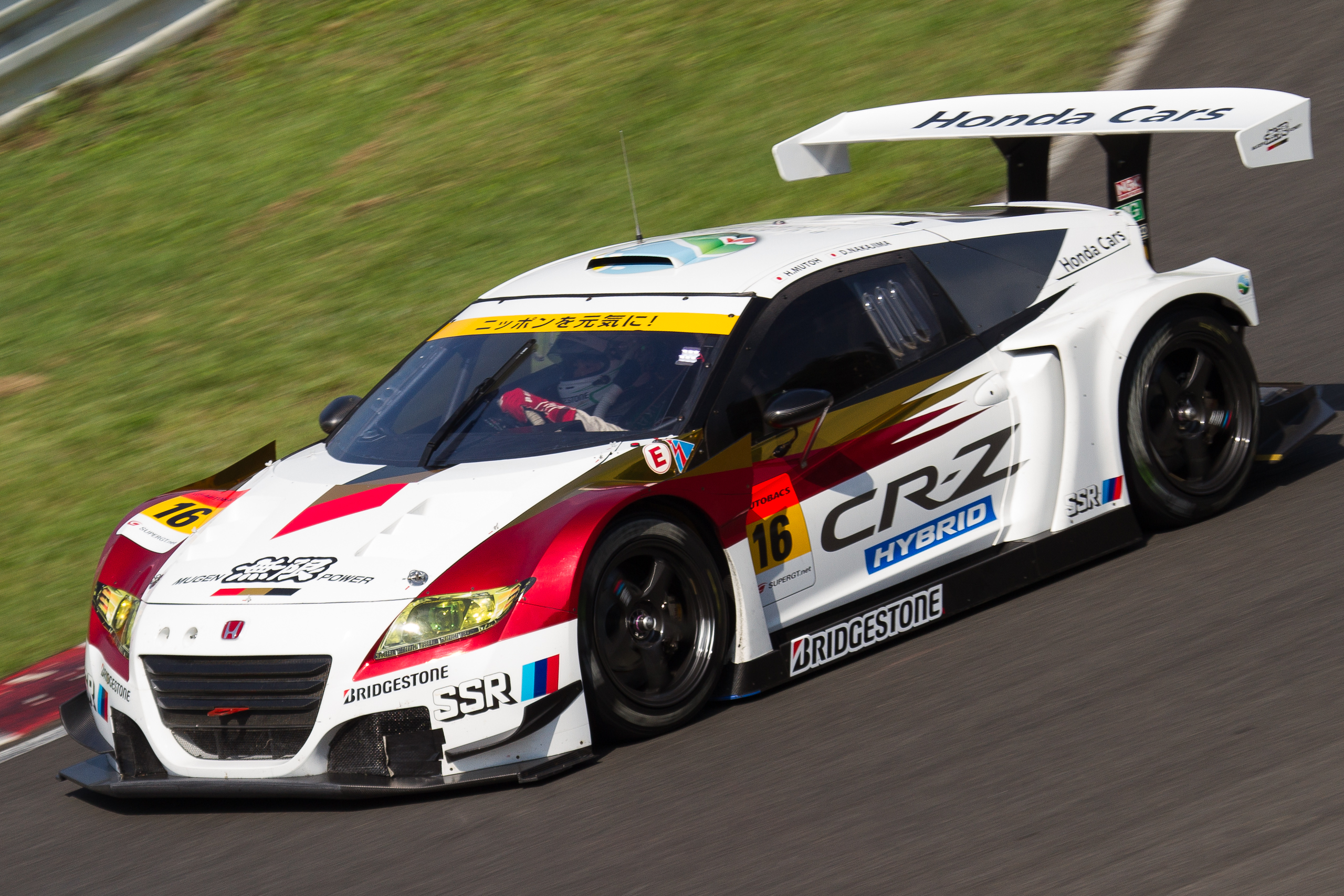
La Honda CR-Z du Team Mugen en 2012.

| Écurie                        | Constructeur  | Voiture                      | Pneus | no  | Pilotes             |
| ----------------------------- | ------------- | ---------------------------- | ----- | --- | ------------------- |
| Team Taisan Ken Endless       | Porsche       | Porsche 997 GT3              | Y     | 0   | Kyosuke Mineo       |
| Team Taisan Ken Endless       | Porsche       | Porsche 997 GT3              | Y     | 0   | Naoki Yokomizo      |
| Cars Tokai Dream 28           | McLaren       | McLaren MP4-12C GT3          | Y     | 2   | Kazuho Takahashi    |
| Cars Tokai Dream 28           | McLaren       | McLaren MP4-12C GT3          | Y     | 2   | Hiroki Katoh        |
| NDDP Racing                   | Nissan        | Nissan GT-R GT3              | Y     | 3   | Kazuki Hoshino      |
| NDDP Racing                   | Nissan        | Nissan GT-R GT3              | Y     | 3   | Daiki Sasaki        |
| GSR & Studie with Team Ukyo   | BMW           | BMW Z4 (E89)                 | Y     | 4   | Nobuteru Taniguchi  |
| GSR & Studie with Team Ukyo   | BMW           | BMW Z4 (E89)                 | Y     | 4   | Tatsuya Kataoka     |
| Team Mach                     | Ferrari       | Ferrari 458 Italia           | Y     | 5   | Tetsuji Tamanaka    |
| Team Mach                     | Ferrari       | Ferrari 458 Italia           | Y     | 5   | Junichiro Yamashita |
| Bonds Racing                  | Nissan        | Nissan GT-R GT3              | Y     | 7   | Igor Sushko         |
| Bonds Racing                  | Nissan        | Nissan GT-R GT3              | Y     | 7   | Ryo Orime           |
| Pacific Direction Racing      | Porsche       | Porsche 911 GT3R             | Y     | 9   | Shogo Mitsuyama     |
| Pacific Direction Racing      | Porsche       | Porsche 911 GT3R             | Y     | 9   | You Yokomaku        |
| Gainer                        | Mercedes-Benz | Mercedes-Benz SLS AMG GT3    | D     | 10  | Tetsuya Tanaka      |
| Gainer                        | Mercedes-Benz | Mercedes-Benz SLS AMG GT3    | D     | 10  | Masayuki Ueda       |
| Gainer                        | Mercedes-Benz | Mercedes-Benz SLS AMG GT3    | D     | 11  | Katsuyuki Hiranaka  |
| Gainer                        | Mercedes-Benz | Mercedes-Benz SLS AMG GT3    | D     | 11  | Björn Wirdheim      |
| Team Mugen                    | Honda         | Honda CR-Z                   | B     | 16  | Hideki Mutoh        |
| Team Mugen                    | Honda         | Honda CR-Z                   | B     | 16  | Yuhki Nakayama      |
| Hitotsuyama Racing            | Audi          | Audi R8 LMS ultra            | H     | 21  | Akihiro Tsuzuki     |
| Hitotsuyama Racing            | Audi          | Audi R8 LMS ultra            | H     | 21  | Richard Lyons       |
| R'Qs MotorSports              | Mercedes-Benz | Mercedes-Benz SLS AMG GT3    | Y     | 0   | Hisashi Wada        |
| R'Qs MotorSports              | Mercedes-Benz | Mercedes-Benz SLS AMG GT3    | Y     | 0   | Masaki Jyonai       |
| apr                           | Audi          | Audi R8 LMS ultra            | Y     | 30  | Yuki Iwasaki        |
| apr                           | Audi          | Audi R8 LMS ultra            | Y     | 30  | Fairuz Fauzy        |
| apr                           | Toyota        | Toyota Prius                 | Y     | 31  | Morio Nitta         |
| apr                           | Toyota        | Toyota Prius                 | Y     | 31  | Koki Saga           |
| Hankook KTR                   | Porsche       | Porsche 997 GT3              | H     | 33  | Masami Kageyama     |
| Hankook KTR                   | Porsche       | Porsche 997 GT3              | H     | 33  | Tomonobu Fujii      |
| Dijon Racing                  | Nissan        | Nissan GT-R GT3              | Y     | 48  | Hiroshi Takamori    |
| Dijon Racing                  | Nissan        | Nissan GT-R GT3              | Y     | 48  | Katsumasa Chiyo     |
| Arnage Racing                 | Aston Martin  | Aston Martin V12 Vantage GT3 | Y     | 50  | Masaki Kano         |
| Arnage Racing                 | Aston Martin  | Aston Martin V12 Vantage GT3 | Y     | 50  | Hideto Yasuoka      |
| OKINAWA-IMP RACING with SHIFT | Mercedes-Benz | Mercedes-Benz SLS AMG GT3    | Y     | 52  | Hironori Takeuchi   |
| OKINAWA-IMP RACING with SHIFT | Mercedes-Benz | Mercedes-Benz SLS AMG GT3    | Y     | 52  | Takeshi Tsuchiya    |
| Autobacs Racing Team Aguri    | Honda         | Honda CR-Z                   | B     | 55  | Shinichi Takagi     |
| Autobacs Racing Team Aguri    | Honda         | Honda CR-Z                   | B     | 55  | Takashi Kobayashi   |
| R&D Sport                     | Subaru        | Subaru BRZ                   | M     | 61  | Tetsuya Yamano      |
| R&D Sport                     | Subaru        | Subaru BRZ                   | M     | 61  | Kota Sasaki         |
| Leon Racing                   | Mercedes-Benz | Mercedes-Benz SLS AMG GT3    | Y     | 62  | Haruki Kurosawa     |
| Leon Racing                   | Mercedes-Benz | Mercedes-Benz SLS AMG GT3    | Y     | 62  | Masanobu Kato       |
| JLOC                          | Lamborghini   | Lamborghini Gallardo GT3     | Y     | 86  | Koji Yamanishi      |
| JLOC                          | Lamborghini   | Lamborghini Gallardo GT3     | Y     | 86  | Shinya Hosokawa     |
| JLOC                          | Lamborghini   | Lamborghini Gallardo GT3     | Y     | 87  | Hideki Yamauchi     |
| JLOC                          | Lamborghini   | Lamborghini Gallardo GT3     | Y     | 87  | Hiroki Yoshimoto    |
| JLOC                          | Lamborghini   | Lamborghini Gallardo GT3     | Y     | 88  | Manabu Orido        |
| JLOC                          | Lamborghini   | Lamborghini Gallardo GT3     | Y     | 88  | Takayuki Aoki       |
| Tomei Sports                  | Nissan        | Nissan GT-R GT3              | Y     | 360 | Takuya Shirasaka    |
| Tomei Sports                  | Nissan        | Nissan GT-R GT3              | Y     | 360 | Atsushi Tanaka      |

## Faits marquants et déroulement de la saison

### Okayama GT 300 km
Pour la première course de la saison, la Nissan GT-R Nismo (no 23) pilotée par Masataka Yanagida décroche la pole position dans la catégorie GT500 par temps très pluvieux, suivie par la HSV-010 (no 32) de l'écurie Epson Nakajima Racing et de la Nissan GT-R (no 24) de l'équipe Kondo Racing. En GT300, c'est la Subaru BRZ (no 61) de l'écurie R&D Sport pilotée par Kota Sasaki qui signe le meilleur temps, suivie par la Nissan GT-R NDDP (no 3) à la deuxième place et la Mercedes-Benz SLS AMG GT3 (no 11) de l'écurie Gainer fermant le podium de ces qualifications,.
En course, la Nissan GT-R Nismo (no 23) a dominé la première heure, suivie de près par les Honda HSV-010 GT des teams Kunimitsu (no 100), Dome Racing (no 18) et Keihin (no 17). Lorsque la pluie et le froid ont fait leur apparition, les voitures équipées de pneumatiques Michelin (la GT-R (no 23) et la HSV (no 18)) n'ont pas réussi à maintenir le rythme. Il s'est ensuivi une bataille entre les HSV (no 100) et (no 17) qui revenaient sur la GT-R (no 23) qui s'est terminée par un doublé Honda avec la HSV du team Kunimitsu devant celle du Keihin Real Racing et la GT-R du team Nismo. La première Lexus est 4e avec le team Cerumo.

## Résultats de la saison 2013
| Épreuve | Circuit         | Date         | Catégorie | Pole Position                            | Meilleur tour               | Vainqueur pilote                         | Vainqueur écurie            |
| ------- | --------------- | ------------ | --------- | ---------------------------------------- | --------------------------- | ---------------------------------------- | --------------------------- |
| 1       | Okayama         | 7 avril      | GT500     | Masataka Yanagida Ronnie Quintarelli     | Ralph Firman                | Takuya Izawa Takashi Kogure              | Team Kunimitsu              |
| 1       | Okayama         | 7 avril      | GT300     | Tetsuya Yamano Kota Sasaki               | Kazuki Hoshino              | Katsuyuki Hiranaka Björn Wirdheim        | Gainer                      |
| 2       | Fuji            | 29 avril     | GT500     | Kazuki Nakajima James Rossiter           | Kazuki Nakajima             | Kazuki Nakajima James Rossiter           | Lexus Team Petronas TOM'S   |
| 2       | Fuji            | 29 avril     | GT300     | Tetsuya Yamano Kota Sasaki               | Hideki Mutoh                | Morio Nitta Koki Saga                    | apr                         |
| 3       | Sepang          | 16 juin      | GT500     | Tsugio Matsuda João Paulo de Oliveira    | Frédéric Makowiecki         | Tsugio Matsuda João Paulo de Oliveira    | Team Impul                  |
| 3       | Sepang          | 16 juin      | GT300     | Shinichi Takagi Takashi Kobayashi        | Kota Sasaki                 | Shinichi Takagi Takashi Kobayashi        | Autobacs Racing Team Aguri  |
| 4       | SUGO            | 28 juillet   | GT500     | Satoshi Motoyama Yuhi Sekiguchi          | Satoshi Motoyama            | Kōsuke Matsūra Ralph Firman              | Autobacs Racing Team Aguri  |
| 4       | SUGO            | 28 juillet   | GT300     | Tetsuya Yamano Kota Sasaki               | Kota Sasaki                 | Shinichi Takagi Takashi Kobayashi        | Autobacs Racing Team Aguri  |
| 5       | Suzuka          | 18 août      | GT500     | Masataka Yanagida Ronnie Quintarelli     | Frédéric Makowiecki         | Naoki Yamamoto Frédéric Makowiecki       | Weider Honda Dome Racing    |
| 5       | Suzuka          | 18 août      | GT300     | Tetsuya Yamano Kota Sasaki Takuto Iguchi | Kota Sasaki                 | Tetsuya Yamano Kota Sasaki Takuto Iguchi | R&D Sport                   |
| 6       | Fuji            | 8 septembre  | GT500     | Yuji Tachikawa Kohei Hirate              | Kohei Hirate                | Yuji Tachikawa Kohei Hirate              | Lexus Team ZENT Cerumo      |
| 6       | Fuji            | 8 septembre  | GT300     | Shinichi Takagi Takashi Kobayashi        | Nobuteru Taniguchi          | Nobuteru Taniguchi Tatsuya Kataoka       | GSR & Studie with Team Ukyo |
|         | AsLMS Fuji      | 22 septembre | GT300     | Hideki Mutoh Yuhki Nakayama              | Hideki Mutoh Yuhki Nakayama | Hideki Mutoh Yuhki Nakayama              | Team Mugen                  |
| 7       | Autopolis       | 6 octobre    | GT500     | Yuji Tachikawa Kohei Hirate              | Kohei Hirate                | Kazuki Nakajima James Rossiter           | Lexus Team Petronas TOM'S   |
| 7       | Autopolis       | 6 octobre    | GT300     | Kazuki Hoshino Daiki Sasaki              | Tetsuya Yamano              | Nobuteru Taniguchi Tatsuya Kataoka       | GSR & Studie with Team Ukyo |
| 8       | Motegi          | 3 novembre   | GT500     | Yuji Kunimoto Kazuya Oshima              | Kazuya Oshima               | Yuji Kunimoto Kazuya Oshima              | Lexus Team LeMans ENEOS     |
| 8       | Motegi          | 3 novembre   | GT300     | Tetsuya Yamano Kota Sasaki               | Kota Sasaki                 | Katsuyuki Hiranaka Björn Wirdheim        | Gainer                      |
| HC      | Fuji Sprint Cup | 23 novembre  | GT500     | Naoki Yamamoto                           | Yuji Kunimoto               | Koudai Tsukakoshi                        | Keihin Real Racing          |
| HC      | Fuji Sprint Cup | 23 novembre  | GT300     | Daiki Sasaki                             | Alex Buncombe (en)          | Daiki Sasaki                             | NDDP Racing                 |
| HC      | Fuji Sprint Cup | 24 novembre  | GT500     | Kazuya Oshima                            | Kazuya Oshima               | Kazuya Oshima                            | Lexus Team LeMans ENEOS     |
| HC      | Fuji Sprint Cup | 24 novembre  | GT300     | Kazuki Hoshino                           | Kazuki Hoshino              | Hiroki Katoh                             | Cars Tokai Dream 28         |

## Classement de la saison 2013
Système de points
| Position         | Position         | Position         | Position         | Position         | Position         | Position         | Position         | Position         | Position         | Position |
| Nombre de points | Nombre de points | Nombre de points | Nombre de points | Nombre de points | Nombre de points | Nombre de points | Nombre de points | Nombre de points | Nombre de points |          |
| 1er              | 2e               | 3e               | 4e               | 5e               | 6e               | 7e               | 8e               | 9e               | 10e              |          |
| ---------------- | ---------------- | ---------------- | ---------------- | ---------------- | ---------------- | ---------------- | ---------------- | ---------------- | ---------------- | -------- |
| 20               | 15               | 11               | 8                | 6                | 5                | 4                | 3                | 2                | 1                |          |